# Спорт у Грузији
Спорт у Грузији је био познат по физичком васпитању, којим су Антички Римљани били фасцинирани пошто су видели технике обуке древне Иберије.
Међу најпопуларнијим спортовима у Грузији су фудбал, кошарка, рагби јунион, рвање, џудо и дизање тегова. Други познати спортови у Грузији из 19. века били су поло и лело, традиционална грузијска игра коју је касније заменио рагби јунион.

## Фудбал
Фудбал је најпопуларнији спорт у Грузији. Њиме управља фудбалски савез који организује мушке, женске и футсал репрезентације. Савремени фудбал увели су енглески морнари који су играли у Потију почетком 20. века.
Систем домаће лиге води професионална лига Грузије, а на нижим нивоима регионалне фудбалске федерације.
Професионална лига такође организује Куп и Суперкуп Грузије.

## Рагби јунион
Рагби јунион је један од најпопуларнијих спортова у Грузији.
Управно тело је репрезентација, која је основана 1961. године (као домаће тело), а званично је придружена Светској рагби федерацији 1992.
Диди 10 и Куп Грузије (до 2011) су домаћа такмичења рагби јуниона. Будући да већина међународних репрезентација игра у Француској, ниво његовог квалитета не одговара популарности рагби јуниона широм земље. То објашњава зашто грузијски клубови још увек изостају са главних тимских такмичења у Европи, како са Купа европских шампиона, тако и са Купа европских изазивача.
Рагби је посебно популаран на југу земље, где је популарнији од фудбала. Популарност рагби јуниона је углавном порасла након оснивања Светске рагби федерације. Грузија тренутно има 2866 регистрованих играча. Када је играла са Русијом у Купу европских нација, 65.000 људи је пратило утакмицу на стадиону у Тбилисију, као и 44.000 гледалаца када је Грузија победила Русију са 17:13.

## Рвање
Рвање постаје историјски важан спорт Грузије и неки историчари мисле да грчко-римски стил рвања укључује многе грузијске елементе. Унутар Грузије, један од најпопуларнијих стилова рвања је кахетијски. Међутим, постојао је низ других стилова који се данас не користе толико често. На пример, регион Кхевсурети у Грузији има три различита стила рвања.

## Кошарка
Упркос величини земље, имају неколико светских кошаркаша, међу којима су Торника Шенгелија, Владимир Степаниа, Николоз Цкитишвили и Заза Пачулија. Становници Грузије показали су велику подршку својој репрезентацији. Михаил Сакашвили, бивши председник државе, отпутовао је у Литванију, како би подржао репрезентацију на Европском првенству 2011. и биће домаћин 2022. у са Чешком, Немачком и Италијом. Торнике Шенгелија игра у Евролиги. На светској ранг листи заузимају 27. место.

## Мото-спорт
Прво и једино коло у кавкаском региону налази се у Грузији. Rustavi International Motorpark првобитно изграђен 1978. године поново је отворен 2012. након укупне реконструкције која је износила 20 милиона долара. Стаза задовољава захтеве ФИА другог степена 

## Лело бурти
Спорт попут енглеског рагбија, основаног у Гурији, не садржи превише строга правила. Лело бурти (груз. ლელო ბურთი), дословно „теренска лопта”, грузијски је народни спорт, који се игра са лоптом и врло је сличан рагбију. У оквиру грузијске терминологије за рагби јунион, реч лело користи се у значењу покушаја, а томе се приписује и популарност рагби јуниона у Грузији. Године 2014. лело бурти, заједно са кхридолом, традиционалном борилачком вештином, влада Грузије је уписала у „нематеријални споменик” културе.
Појављује се у грузијској епској песми 12. века The Knight in the Panther's Skin, у којој ликови играју лело бурти.

## Зимски спортови

### Санкање
Нодар Кумариташвили (груз. ნოდარ ქუმარიტაშვილი; 25. новембар 1988. — 12. фебруар 2010) претрпео је фаталну несређу током тренинга пре Зимских олимпијских игара 2010. у Ванкуверу, у Канади. Био је четврти спортиста у историји који је преминуо током припрема за Зимске олимпијске игре. Церемоније отварања Олимпијаде, које је водио председник Међународног олимпијског комитета, Жак Рог, а које су се одржале касније тог дана, биле су посвећене 21-годишњаку.